# فریدلم شوته
فریدلم شوته (انگلیسی: Friedhelm Schütte؛ زادهٔ ۱۲ اوت ۱۹۵۷) بازیکن فوتبال اهل آلمان است.
از باشگاه‌هایی که در آن بازی کرده‌است می‌توان به باشگاه فوتبال شالکه ۰۴ اشاره کرد.